# Paris Inostroza
Paris Alonso Inostroza Budinich (n. 22 de septiembre de 1972) es un esgrimista chileno, múltiples veces campeón sudamericano y representante de su país en los Juegos Olímpicos de Atlanta 1996, Atenas 2004, Pekín 2008 y Londres 2012. Mide 1,83 y pesa 88 kg.
Durante veinte años ha sido elegido para la selección nacional. Es hijo de esgrimistas (Juan Inostroza y Berna Budinich), y su hermano Luciano es su técnico. Fue abanderado de la delegación chilena en la ceremonia de apertura de los Juegos Suramericanos de 2010 y en la ceremonia de clausura de los Juegos Olímpicos de Londres 2012.

## Principales logros
- Obtuvo medalla de oro en la Copa del Mundo de 2004 (Buenos Aires).
- Antes fue duodécimo en Lisboa y decimosexto en Bogotá.
- A nivel sudamericano individual logró ser el mejor en 1991, 1997, 2000, 2001, 2007, 2008, 2009, 2012 y 2013.[2]
- Entre 2000 y 2002 se mantuvo entre los 25 mejores del mundo.
- En 2001 logró el oro en el Panamericano de Brasil.
- Ha logrado bronce en Mar del Plata (1995), Santo Domingo (2003) y Río de Janeiro (2007), y plata por equipos en Winnipeg (1999).
- Segunda ronda en los Juegos Olímpicos de Atenas 2004, Juegos Olímpicos de Pekín 2008 y Juegos Olímpicos de Londres 2012.
- Logró el oro en el XI sudamericano de mayores de esgrima realizado en Lima, septiembre de 2012.